# Мальчик (песня «Винтажа»)
«Мальчик» — песня, записанная российской поп-группой «Винтаж» для их второго студийного альбома SEX. Написанная Алексеем Романоф, Александром Сахаровым и Александром Ковалёвым, песня была положительно оценена критиками. В июле 2011 года группа сняла видеоклип на композицию, в котором приняли участие поклонники коллектива.

## История и тематика песни
В моем восприятии эта песня о моих личных переживаниях в шестнадцать лет. …в этом возрасте у многих подростков возникает желание спрятаться от всего мира. Об этом я и пою в песне «Мальчик». О подростке, который потерялся в этой жизни. И таким подростком когда-то была я. Кстати, для многих наших фанатов она стала гей-гимном. Хотя я бы не стала ограничивать музыку рамками ориентации. Все мы разные, и у каждого своя жизнь - такая же многогранная и разноцветная, как радуга.
Песня была написана тремя авторами: Алексей Романоф написал музыку; он же, а также Александр Сахаров и Александр Ковалёв — текст песни. Композиция вошла во второй студийный альбом группы «Винтаж», вышедший в 2009 году. Альбом SEX, по словам участников группы, представляет собой «музыкально-сексуальную энциклопедию», и песня вошла в его состав как часть общей концепции, рассматривая тему однополой любви. Яков Золотов в Dreamiech.ru писал, что песня создана под определённую публику и выделял строчки: «Папа, мама! Я ваша ошибка — не такого хотели вы сына!». «Публика эта ненавистна очень многим. Почему? Да потому что эти „мальчики“ и „девочки“ — другие. Старшее поколение смотрит на них с презрением в глазах, не говоря уже о родителях. Но никто даже не удосуживается поставить себя на место молодых людей», — говорил об основном посыле композиции журналист.
Со временем песню стали называть гей-гимном. Анна Плетнёва в интервью журналу «Квир» говорила, что на самом деле песня может быть обращена к любому человеку и её тема универсальна. 15 июня 2011 года группа сняла клип на композицию, в котором снялись её фанаты, которые приняли участие в специальном конкурсе. Режиссёром видео стала солистка коллектива, которая рассказала об идее клипа: «У каждого участника съемки будет 3 минуты 45 секунд (в соответствии с хронометражем песни), в течение которых можно будет делать всё! А чтобы наши актеры чувствовали себя свободнее перед камерой, мы приготовили для них весь реквизит, который использовали раньше в своих клипах, — плётки, ангельские крылья, силиконовые корсеты и ушки Микки Мауса».

## Музыка и лирика
«Мальчик» — это электронная данс-поп композиция, спродюсированная Алексеем Романоф, Анной Плетнёвой и Александром Сахаровым, который также является саунд-продюсером песни. Композиция записана в лёгкой, «прозрачной» аранжировке. В тексте композиции часто используется слово радуга. Гуру Кен отмечал, что песня, в целом, написана «про особый путь поиска „радуги“». В припеве песни Анна Плетнёва поёт строчки: «Это мой путь, но я против иду/ Это мой Бог, но молюсь не ему/ Просто ищу в этом мире большом я раду-раду-радугу…».

## Реакция критики
Критики дали положительную оценку композиции, назвав её одним из самых ярких моментов альбома SEX. На сайте «Карты Музыки» песню причислили к лучшим хитам группы. Андрей Житенёв в Muz.ru отмечал, что песню, описывающую «терзания юного гея», можно сравнить с композицией «Мальчик-гей» группы t.A.T.u.. На сайте проекта «МирМэджи» писали, что «Мальчик» — это «очень чуткая и жизненная песня, с драйвом и неподдельностью. В аранжировке чувствуется полётность, лёгкость и отсутствие чего-то грязного. Девственно, чисто и красиво».
Яков Золотов особо выделял композицию из всех песен альбома. «Пусть кто-то из нас может не понять композицию, пусть кто-то её возненавидит. Пусть профессиональные аранжировщики и маститые музыкальные критики назовут „Мальчика“ проходным треком… от всего этого словесного мусора песня не перестанет быть драгоценной находкой, которой многим не хватало ещё со времен триумфа группы „Тату“», — отмечал журналист.

## Авторы и участники записи
- Алексей Романоф — музыка, текст, саунд-продюсирование, бэк-вокал
- Александр Сахаров — текст, саунд-продюсирование, аранжировка, сведение, мастеринг
- Анна Плетнёва — саунд-продюсирование, вокал
- Александр Ковалёв — текст